# Ignacio Alustiza
Ignacio Alustiza Izaguirre (Baracaldo, Vizcaya, 22 de julio de 1931 - 28 de junio de 2008) fue un exfutbolista español que se desempeñaba como defensa.

## Clubes
| Club          | País   | Año       |
| ------------- | ------ | --------- |
| Real Zaragoza | España | 1956-1962 |
| Levante U. D. | España | 1962-1964 |